# 桐島里菜
桐島里菜（きりしま りな、1990年3月25日 - ）は日本の女優、モデル。東京都出身。3サイズはB78-W57.5-H82cm。靴のサイズ23cm。

## 略歴
2007年にイトーカンパニーグループの特別オーディションにて1000名以上から選ばれデビューする。
趣味はギター、ピアノ、映画鑑賞、音楽鑑賞、写真を撮ること。
特技は走ること、一度通った道を覚えられる。
2012年3月、大学卒業と同時に活動休止。

## 出演

### テレビ
- NHK高校講座「日本史」（2009年-2013年 、NHK教育）[1]
- 古代少女ドグちゃん（2009年10月 - 12月、毎日放送） - 宍戸紀美香 役
- 連続ドラマ小説 木下部長とボク（2010年3月25日、読売テレビ） - 山田めるこの友人 役
- からくり侍 セッシャー1（2011年7月 - 10月、テレビ静岡） - 穴久美和子 役

### 映画
- きょーれつ! もーれつ!! 古代少女ドグちゃんまつり　スペシャル・ムービー・エディション - 宍戸紀美香 役
- 少女戦争 - ヨシムラ 役

### オリジナルビデオ
- 魔法のiらんど 呪われた学校 - 中田絵里香 役
- レッド&ブルー物語（ストーリー）
- ブラック・エンジェルズ
- アイドル爆弾（2011年4月6日、アルバトロス）
- 投稿 怨霊映像 魔篇（2011年5月7日、マジカル）

### CM
- バンダイガンダム00　「ガンプラ研究所」
- NEXON メイプルストーリー 「転校篇」「卒業篇」
- 浜名湖自動車学校 「ハマイン篇」
- シャープ　「docomo SH-07B AQUOS SHOT（京都）篇」
- 槇原敬之　トリビュートアルバム「We Love Macky」テレビCM（2011年1月12日発売）

### 雑誌
- 2009年ニュース時事能力検定イメージガール

### ミュージックビデオ
- D.W.ニコルズ 「一秒でもはやく」
- HOMEMADE家族 「琥珀色に染まるこの街は」